# W-League (Australia) 2014
La W-League 2014 fue la séptima edición de la W-League, la máxima categoría del fútbol femenino en Australia. Participaron 8 equipos en doce jornadas y una fase final de eliminatorias a la que clasificaron los 4 primeros equipos de la temporada regular.
El campeón de la temporada fue el Canberra United FC.

## Equipos
| Equipo                   | Ciudad    | Estadio                         | Capacidad    |
| ------------------------ | --------- | ------------------------------- | ------------ |
| Adelaide United          | Adelaida  | Adelaide Shores Football Centre | 1.000        |
| Brisbane Roar            | Brisbane  | Perry Park Suncorp Stadium      | 5.000 52.500 |
| Canberra United FC       | Canberra  | McKellar Park                   | 3.500        |
| Melbourne Victory        | Melbourne | Lakeside Stadium                | 12.000       |
| Newcastle Jets           | Newcastle | Wanderers Oval                  | 3.500        |
| Perth Glory              | Perth     | Ashfield Reserve                | 2.000        |
| Sydney FC                | Sídney    | Lambert Park Leichhardt Oval    | 7.000 22.000 |
| Western Sydney Wanderers | Sídney    | Marconi Stadium                 | 11.500       |

## Clasificación
| Pos. | Equipo                   | Pts. | PJ | G  | E | P | GF | GC | Dif. | Clasificación   |
| ---- | ------------------------ | ---- | -- | -- | - | - | -- | -- | ---- | --------------- |
| 1    | Perth Glory (T)          | 30   | 12 | 10 | 0 | 2 | 39 | 10 | +29  | Campeón T. Reg. |
| 2    | Melbourne Victory        | 20   | 12 | 6  | 2 | 4 | 26 | 15 | +11  | Eliminatorias   |
| 3    | Canberra United (C)      | 20   | 12 | 6  | 2 | 4 | 22 | 18 | +4   | Eliminatorias   |
| 4    | Sydney FC                | 18   | 12 | 5  | 3 | 4 | 17 | 16 | +1   | Eliminatorias   |
| 5    | Newcastle Jets           | 17   | 12 | 5  | 2 | 5 | 25 | 21 | +4   |                 |
| 6    | Brisbane Roar            | 14   | 12 | 4  | 2 | 6 | 18 | 19 | −1   |                 |
| 7    | Adelaide United          | 10   | 12 | 3  | 1 | 8 | 9  | 29 | −20  |                 |
| 8    | Western Sydney Wanderers | 8    | 12 | 2  | 2 | 8 | 14 | 42 | −28  |                 |

 Fuente: Soccerway
(T) Campeón del Torneo Regular.

(C) Campeón de la temporada.

## Eliminatorias
Los cuatro primeros equipos de la temporada regular compiten por el título del campeonato.
|  | Semifinales | Semifinales        | Semifinales |                    |   | Grand Final | Grand Final | Grand Final |  |
|  |             |                    |             |                    |   |             |             |             |  |
|  |             |                    |             |                    |   |             |             |             |  |
|  | 1           | Melbourne Victory  | 0 (4)       |                    |   |             |             |             |  |
|  | 1           | Melbourne Victory  | 0 (4)       |                    |   |             |             |             |  |
|  | 4           | Canberra United FC | 0 (5)       |                    |   |             |             |             |  |
|  | 4           | Canberra United FC | 0 (5)       |                    | 1 | Perth Glory | 1           |             |  |
|  |             |                    |             |                    | 1 | Perth Glory | 1           |             |  |
|  |             |                    | 2           | Canberra United FC | 3 |             |             |             |  |
|  | 2           | Perth Glory        | 2           | Canberra United FC | 3 | 3           |             |             |  |
|  | 2           | Perth Glory        |             |                    |   | 3           |             |             |  |
|  | 3           | Sydney FC          | 0           |                    |   |             |             |             |  |
|  | 3           | Sydney FC          | 0           |                    |   |             |             |             |  |
|  |             |                    |             |                    |   |             |             |             |  |

| Campeón            |
| Canberra United FC |
| 2.° título         |